# Fréjus
Fréjus (Occitaans Frejús, Franse uitspraak: fʁe.ʒys) is een badplaats in het zuiden van Frankrijk in de regio Provence-Alpes-Côte d'Azur, departement Var. In de stad vindt men talrijke Romeinse ruïnes.
Fréjus telde op 1 januari 2022 58.499 inwoners op 102,27 km². De plaats ligt tussen Cannes en Saint-Tropez in. Samen met Saint-Raphaël staat Fréjus ook wel bekend als Fréjus-Saint-Raphaël.

## Geschiedenis
Fréjus was voor onze jaartelling al een nederzetting van de Massalioten. In 49 v.C. werd de stad een Romeinse kolonie onder de Romeinse naam Forum Iulii, gelegen in de provincie Gallia Narbonensis. Julius Caesar gebruikte de stad voor de bevoorrading van zijn troepen in de oorlog tegen Pompeius. Keizer Augustus bracht een deel van de vloot buitgemaakt in de slag bij Actium onder in de haven van Forum Iulii. De plaats was op zijn hoogtepunt een van de drie belangrijkste militaire havens van het Romeinse Rijk, naast Napels en Ravenna. De zee reikte toen nog een tot twee kilometer verder landinwaarts en de haven was uitgerust met een stenen pier. De stad floreerde en kreeg een eigen aquaduct dat water van 42 kilometer verder uit de Haut-Var aanvoerde, en in de 2e eeuw een amfitheater dat 10.000 toeschouwers kon bevatten. 
Na de val van het Romeinse Rijk kwam de stad in verval en enkel de zuidelijke helft van de oude Romeinse stad bleef bewoond. Al in de 4e eeuw was de stad de zetel van een bisdom. In de 5e eeuw werd een baptisterium gebouwd. Voor de acht kolommen werden waarschijnlijk stenen van het oude forum hergebruikt. Tussen de 8e en de 10e eeuw hadden de stad en haar omgeving te lijden onder invallen van Saracenen, die zich gevestigd hadden in La Garde-Freinet. De haven verzandde en de bisschop van Fréjus liet een nieuwe haven en een castrum aanleggen in het nabije Saint-Raphaël. Fréjus groeide uit tot een belangrijke bisschopsstad en de latere paus Johannes XXII liet als bisschop van Fréjus de bisschoppelijke gebouwen versterken rond 1300.
Het bisdom Fréjus werd afgeschaft in 1801 en werd in 1822 weer opgericht. In 1836 werd La Napoule, dat tot dan hoorde bij Fréjus, aangehecht bij Mandelieu.
In 1863 werd de stad aangesloten op het spoorwegnet en kwam het toerisme op gang. In december 1959 kwam Fréjus in het wereldnieuws, toen de nabijgelegen Malpassetdam instortte en een 40 meter hoge vloedgolf veroorzaakte. Bij deze ramp vielen 423 doden.

## Bezienswaardigheden
- Romeinse resten van een amfitheater, een aquaduct en wallen
- Musée archéologique
- kathedraal uit de 12e eeuw
- klooster in romaanse stijl, daterend uit de 13e eeuw
- Chapelle Notre-Dame-de-Jérusalem, ontworpen door Jean Cocteau in 1963

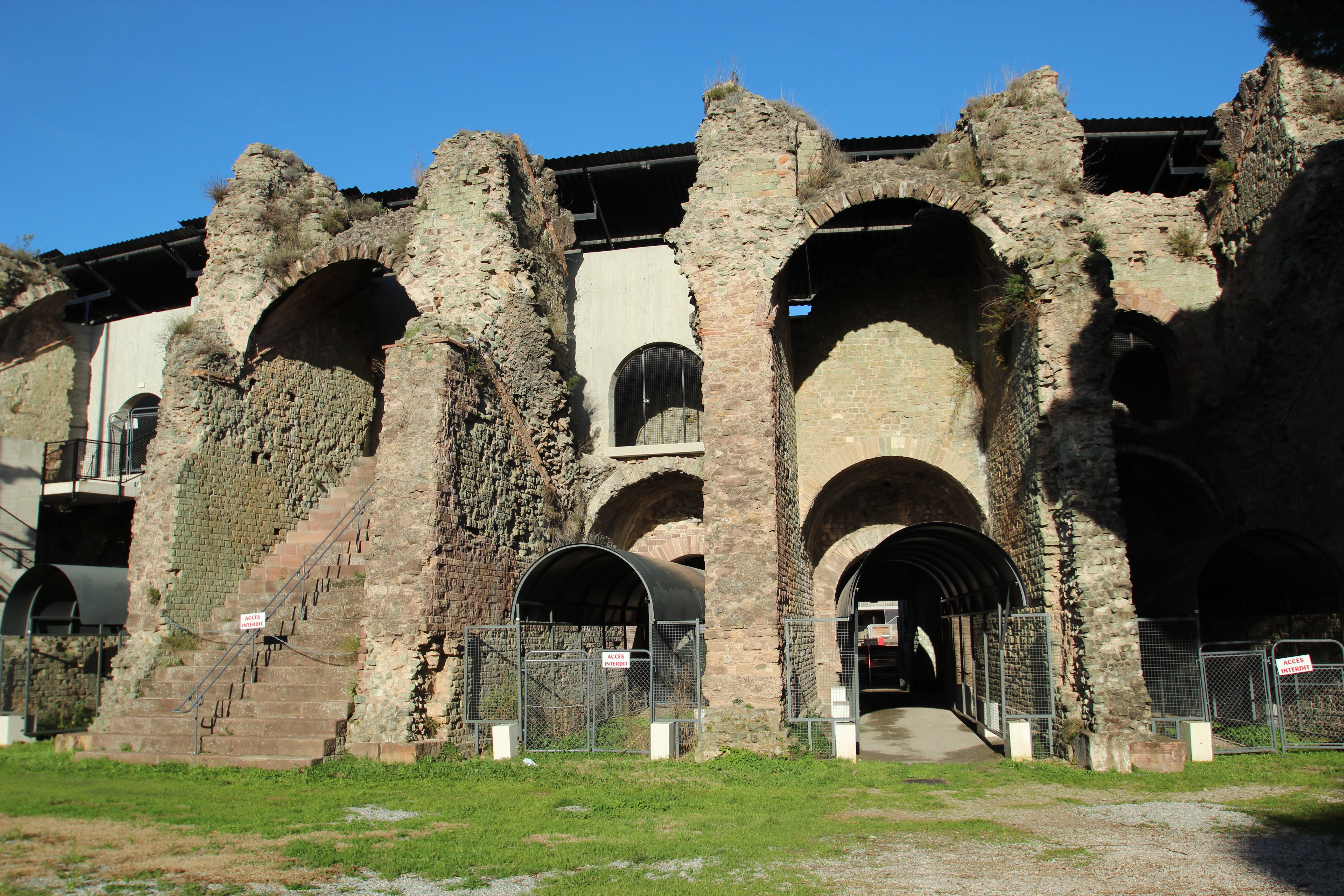
Romeins amfitheater
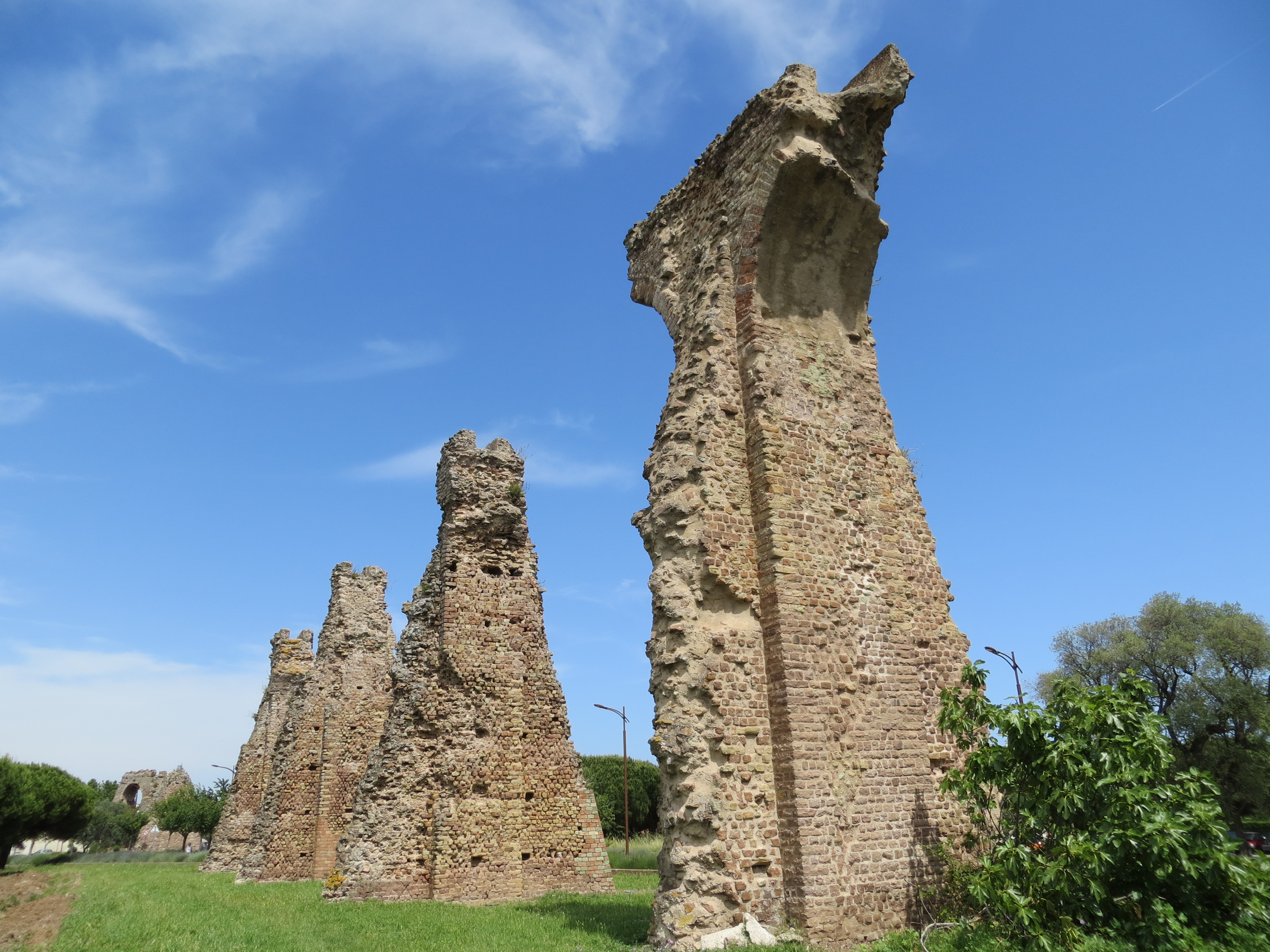
Aquaduct
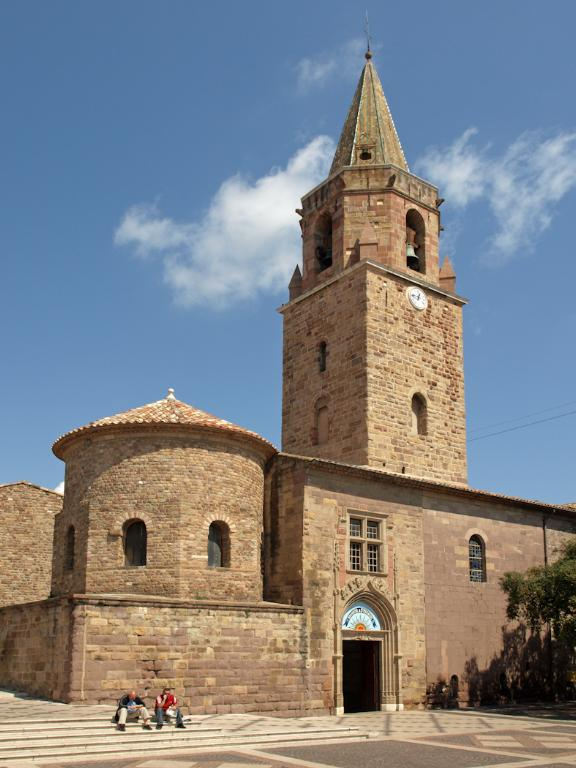
Kathedraal Saint-Léonce
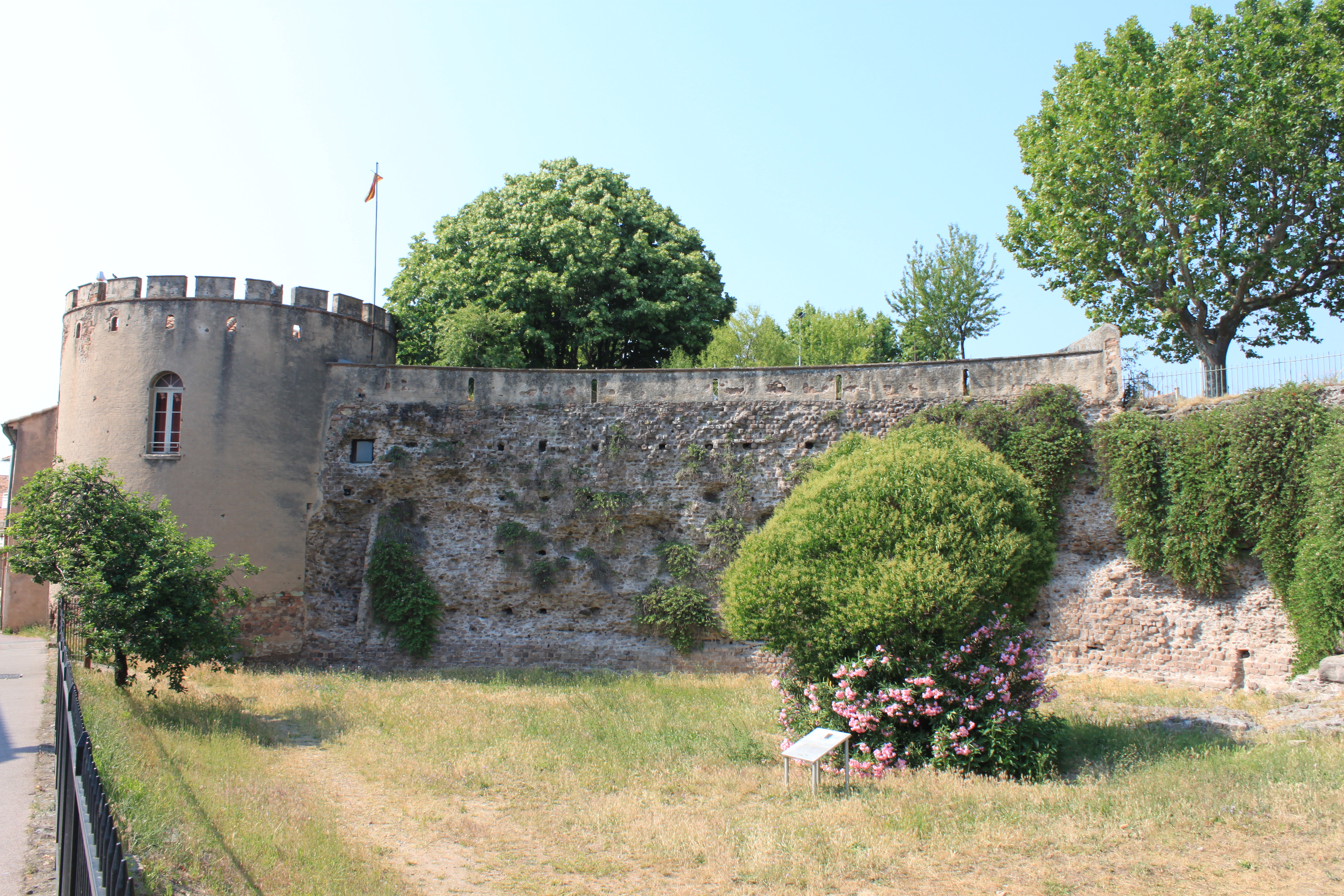
Porte des Gaules
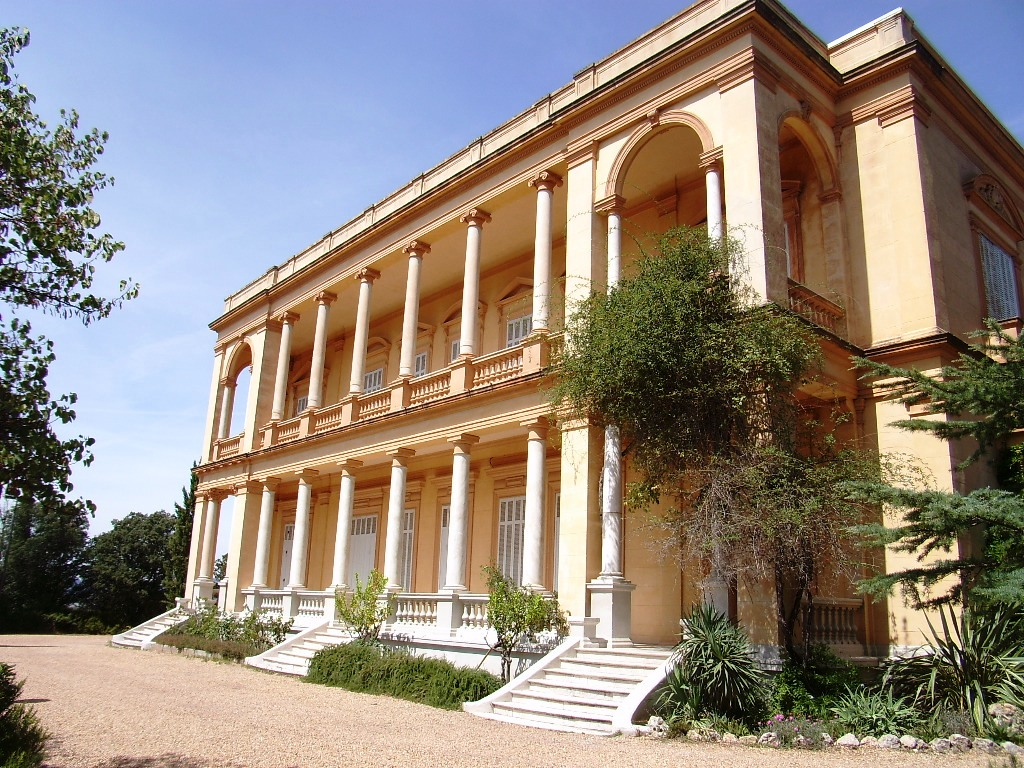
Château Aurélien
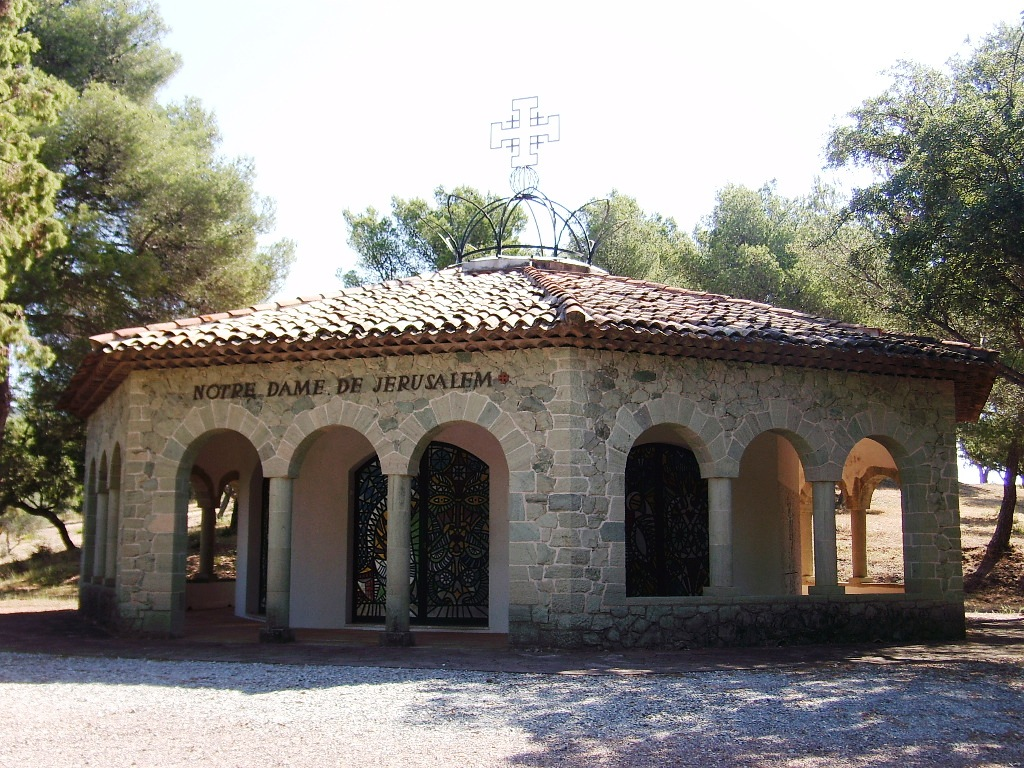
Chapelle Notre-Dame-de-Jérusalem of Chapelle Cocteau
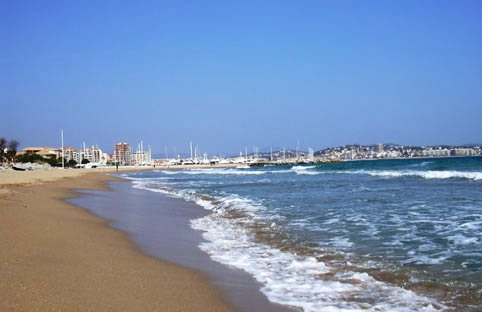
Strand

## Verkeer en vervoer
In de gemeente liggen de spoorwegstations Fréjus en Fréjus-Saint-Raphaël.

## Geografie
De oppervlakte van Fréjus bedroeg op 1 januari 2022 102,27 vierkante kilometer; de bevolkingsdichtheid was toen 572 inwoners per km².
De Argens mondt in Fréjus uit in de Middellandse Zee. Hier ligt een natuurgebied van 260 ha, de étangs de Villepey.
In het binnenland ligt het Esterelmassief, dat grotendeels onbebouwd en bebost is.
De onderstaande kaart toont de ligging van Fréjus met de belangrijkste infrastructuur en aangrenzende gemeenten.

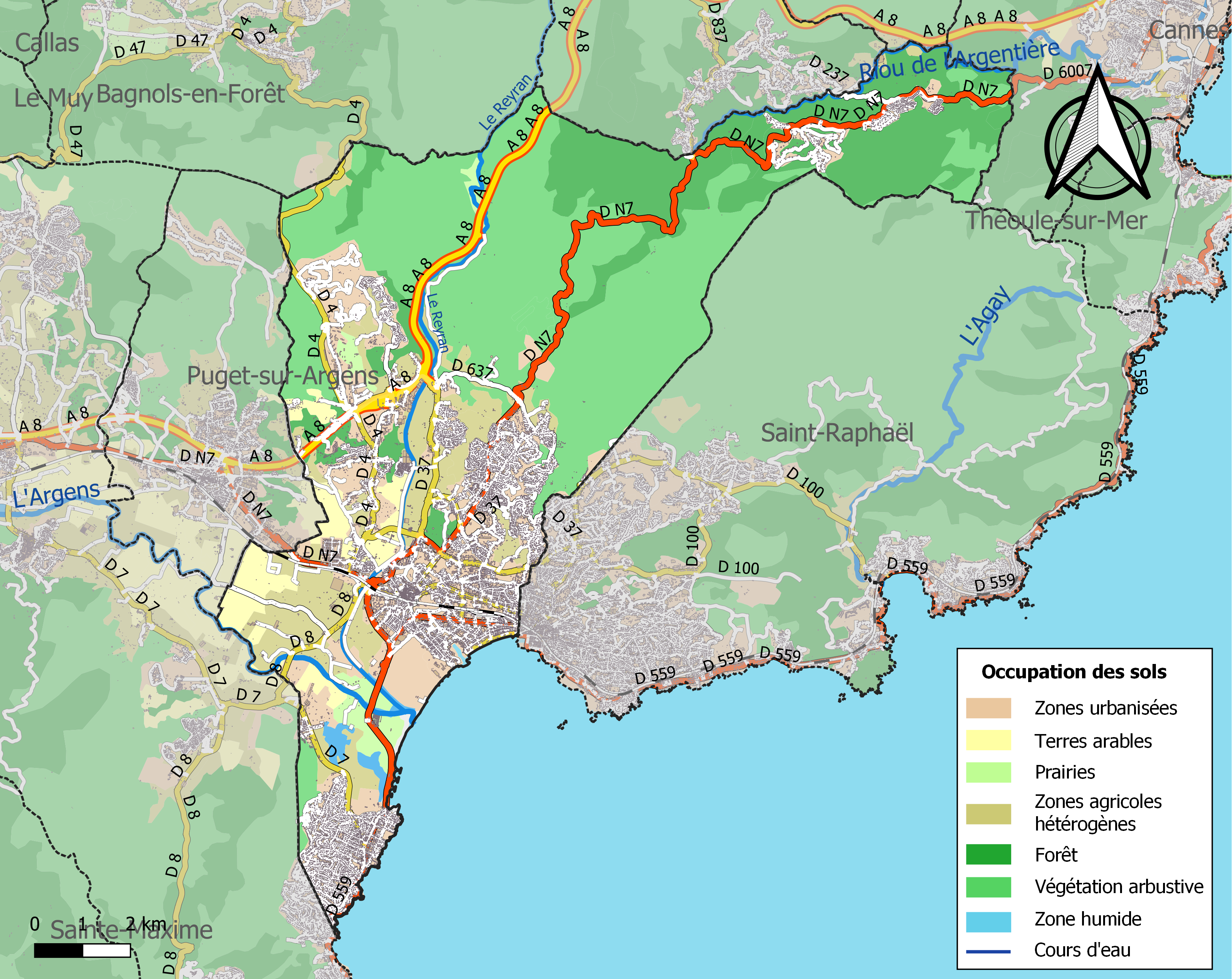

## Demografie
Onderstaande figuur toont het verloop van het inwoneraantal van Fréjus vanaf 1962.

## Bekende inwoners van Fréjus

### Geboren
- Julius Agricola (40-93), Romeins generaal
- Emmanuel Joseph Sieyès (1748-1836), abt, politicus, grondwetspecialist en revolutionair
- Annick Thoumazeau (1960), zangeres
- Willy William (1970), Frans-Jamaicaans zanger, dj en muziekproducent
- Didier Martel (1971), voetballer
- Kévin Constant (1987), Frans-Guinees voetballer
- Manon Aubry (1989), Frans politica
- Layvin Kurzawa (1992), Frans-Pools voetballer
- Bryan Constant (1994), Frans-Guinees voetballer
- Mouez Hassen (1995), Frans-Tunesisch voetballer

### Overleden
- René-Émile Godfroy (1885-1981), admiraal
- Antoine Béthouart (1889-1982), generaal die diende in de Eerste en Tweede Wereldoorlog
- Michel Daerden (1949-2012), Belgisch politicus